# فن الوسائط الجديد

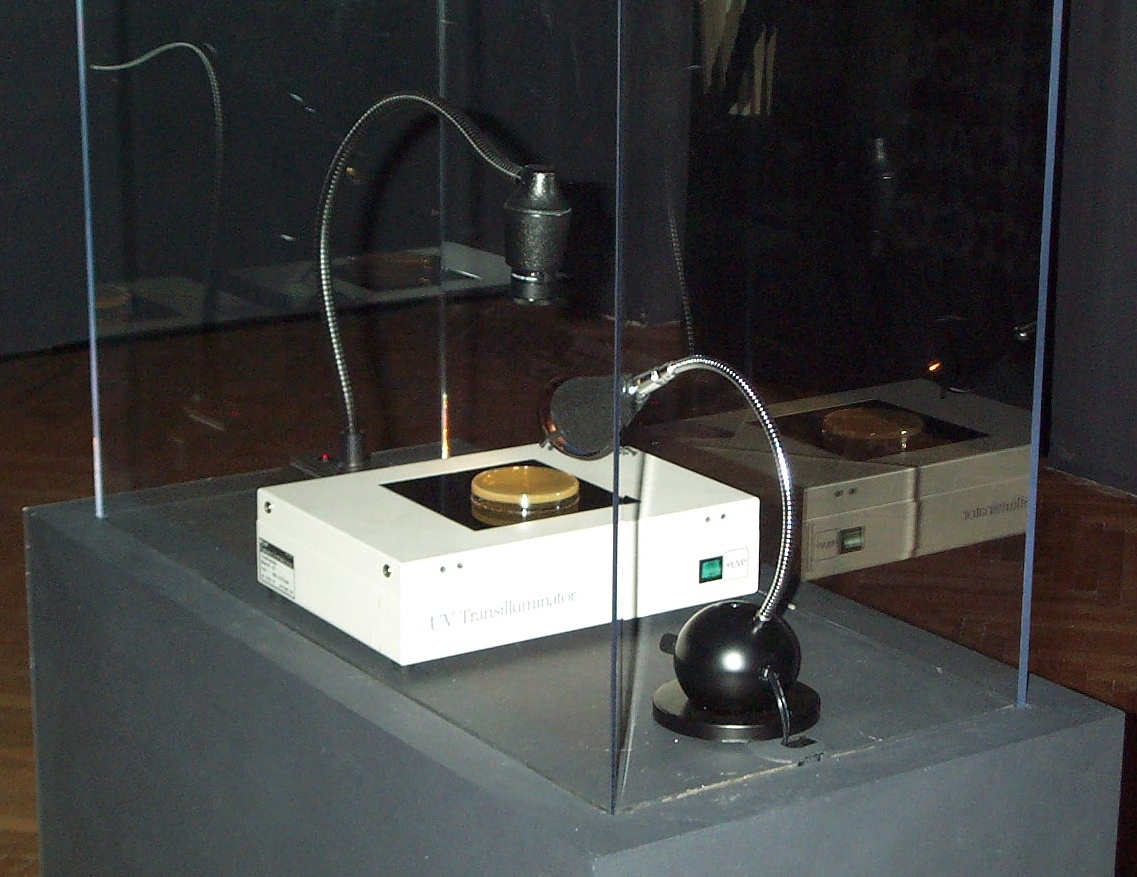
تركيب "Genesis" للفنان إدواردو كاك في مؤسسة
آرس إلكترونيكا

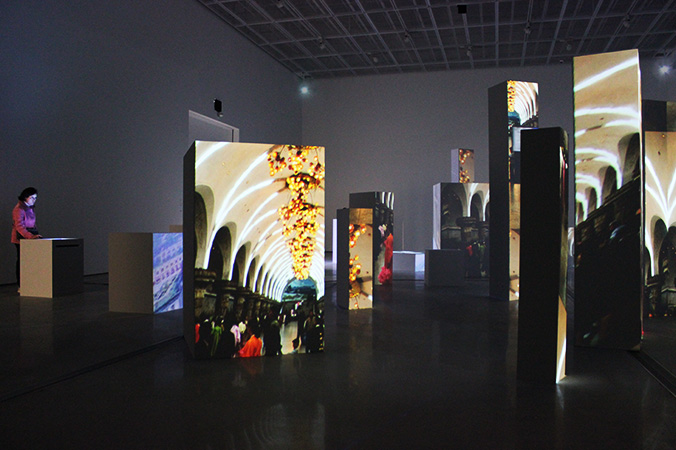
10.000 مدينة متحركة لمارك لي في عام 2013, في المتحف الوطني للفن الحديث والمعاصر بمدينة سيول، كوريا

فن الوسائط الجديد يشير إلى الأعمال الفنية التي تم إنشائها باستخدام الوسائط التقنية الجديدة، من ضمنها:  الفن الرقمي، 
رسومات حاسوبية، رسوم متحركة بالكمبيوتر، فن افتراضي، فن إنترنت، فن تفاعلي، ألعاب فيديو، روبوتات الكمبيوتر، طباعة ثلاثية الأبعاد، فن سايبورغ والفن كالتكنولوجيا الحيوية.المصطلح
يميز نفسه من خلال الأشياء الثقافية والأحداث الاجتماعية الناتجة عنه، 
والتي يمكن رؤيتها في معارضة أولئك المستمدين من الفنون البصرية القديمة (أي الرسم التقليدي، والنحت، وما إلى ذلك).
هذا الاهتمام بالوسيط هو سمة رئيسية للكثير من الفن المعاصر وفي الواقع العديد من المدارس الفنية والجامعات الكبرى تقدم الآن تخصصات في «فَنون جديدة» أو «وسائط جديدة» وقد برز عدد متزايد من برامج الدراسات العليا دوليًا تقدم هذه التخصصات.   فن الوسائط الجديد غالبًا يشمل على التفاعل بين الفنان والمراقب أو بين المراقبين والأعمال الفنية. 
ومع ذلك، العديد من المنظرين والقيمين لاحظو مثل هذه الأشكال من التفاعل، والتبادل الاجتماعي، والمشاركة، والتحول لا يميز فن الإعلام الجديد، بل إنها بمثابة أرضية مشتركة لها أوجه متوازية في مجالات أخرى من ممارسات الفن المعاصر. هذه الأفكار تركز على إشكال الممارسات الثقافيه التي تنشأ بجانب المنصات الالكترونية المعاصرة ويتسألو سبب التركيز وسائل الإعلام التكنولوجية بحد ذاتها.
وسائل الإعلام الجديدة غالباً ما تستمد مخاوفها من الاتصالات السلكية واللاسلكية ووسائل الإعلام الرقمي والأنماط الرقمية الإلكترونية لتقديم الأعمال الفنية، مع ممارسات تتراوح من المفهوم إلى الفن الافتراضي، وآدائه إلى التثبيت.

## التاريخ
فن الوسائط الجديد يمكن إرجاع أصوله إلى الاختراعات التصويرية المتحركة في أواخر القرن التاسع عشر مثل (the zoetrope (1834), the praxinoscope (1877) and Eadweard Muybridge's (zoopraxiscope (1879)). 
من 1920 إلى 1950s ، يمكن أن تجد أشكال مختلفة من الفن الحركي والفنون الخفيفة، من توماس لوفيريد 'Lumia' (1919) و 'Clavilux' الأجهزة الخفيفة لنحت جين تينغلي ذاتية التدمير 'Homage to New York' (1960) تعتبر من أسلاف فن وسائل الإعلام الجديدة.
 في عام 1958، أصبح وولف فوستيل أول فنان يدمج جهاز تلفزيون في أحد أعماله. سمي العمل الفني ب دورة الغرفة السوداء. هذا التثبيت جزء من مجموعة Berlinische Galerie.
خلال 1960، تطور تقنية الفيديوهات أدى إلى إنتاج التجارب الفنية الجديدة في وسائل الإعلام مثل Nam June Paik و Wolf Vostell مع تركيب 6 TV Dé-coll / age في عام 1963 في معرض سمولين في نيويورك.  A. Michael Noll, and وأداء الوسائط المتعددة of E.A.T., Fluxus  Happening. في عام 1983، قدم روي أسكوت مفهوم «التأليف الموزع» في مشروعه العالمي عن بُعد La Plissure du Texte لصالح «إلكترا» فرانك بوبر في متحف الفن الحديث في باريس. 
إن تطوير الرسومات الحاسوبية في نهاية الثمانينيات والتقنيات في الوقت الحقيقي في التسعينيات بالإضافة إلى انتشار الويب والإنترنت فضل ظهور أشكال جديدة ومتنوعة من الفن التفاعلي من قبل كين فينجولد ولين هيرشمان ليسون وديفيد روكبي، كين رينالدو، بيري هوبرمان، تاماس واليكزكي؛ الفن التليماتي روي اسكوت، بول سيرمون، مايكل Bielický. فن الإنترنت من قبل Vuk Ćosić ، جودي. الفن الافتراضي والفائق من تأليف جيفري شو وموريس بينايون والتركيب الحضري على نطاق واسع من قبل رافاييل لوزانو-هامير. في جنيفيا، قام المركز بإنتاج فيلم Contemporaine أو CIC مع مركز جورج بومبيدو من باريس ومتحف لودفيغ في كولونيا بأول أرشيف فيديو على الإنترنت لفن الإعلام الجديد. 

World Skin (1997), Maurice Benayoun's تثبيت الواقع الافتراضي التفاعلي

 التقدم في مجال التكنولوجيا الحيوية  أتاح لفنانين مثل إدواردو كاك البدء في استكشاف الحمض النووي والوراثة كوسيلة فنية جديدة.
التأثيرات على الفن الإعلامي الجديد هي النظريات التي تطورت حول التفاعل والنص التشعبي وقواعد البيانات والشبكات. ومن المفكرين المهمين في هذا الصدد فانيفار بوش وثيودور نيلسون، في حين يمكن العثور على أفكار مماثلة في الأعمال الأدبية لجورج لويس بورجيس، وإيتالو كالفينو، وخوليو كورتازار.

## المواضيع
في كتاب New Media Art ، سميا Mark Tribe و Reena Jana العديد من الموضوعات التي يتناولها فن الإعلام الحديث المعاصر، من ضمنها: فن الكمبيوتر والتعاون والهوية والمخصصات والمصادر المفتوحة والتواجد عن بعد والترصُّد والمحاكاة الساخرة للشركات والتدخل والاختراق. وفي كتاب Postdigitale ، اقترح  موريزيو بولونيني أن يكون لدى فنانين إعلاميين جدد قاسم مشترك واحد، وهو علاقة ذات مرجعية ذاتية مع التقنيات الجديدة، نتيجة العثور على الذات داخل تحوُّل صنع عهدة يحدده التطور التكنولوجي. ومع ذلك، لا يظهر فن الإعلام الجديد كمجموعة من الممارسات المتجانسة، ولكن كحقل معقد يتقارب حول ثلاثة عناصر رئيسية: 1) النظام الفني، 2) البحث العلمي والصناعي، و 3) النشاط السياسي - الإعلامي الثقافي.  هناك اختلافات كبيرة بين العلماء والفنانين والناشطين والفنانين التكنولوجيين أقرب إلى نظام الفن، الذين ليس لديهم فقط التدريب ومختلف التقنيات، ولكن لديهم إنتاج فني مختلف. 
يجب أن يؤخذ ذلك في الاعتبار عند دراسة العديد من الموضوعات التي يتناولها الفن الإعلامي الجديد.
 يمكن النظر إلى الخطية على أنها موضوع مهم للفن الإعلامي الجديد من قبل الفنانين الذين يطورون أعمالًا فنية تفاعلية وتولدية وتعاونية غامرة مثل جيفري شو أو موريس بينايون الذين استكشفوا هذا المصطلح كنهج للنظر إلى أشكال مختلفة من المشاريع الرقمية حيث يتم نقل المحتوى بناءً على تجربة المستخدم.
هذا هو مفهوم رئيسي منذ اكتسب الناس فكرة أنهم كانوا مشروطين لعرض كل شيء بطريقة خطية وواضحة. الآن، الفن يخرج من هذا الشكل ويسمح للناس ببناء تجاربهم الخاصة مع هذه القطعة. تصف اللاخطية مشروعًا يفلت من السرد الخطي التقليدي القادم من الروايات والمسرحيات والأفلام. عادةً ما يتطلب الفن غير الخطي مشاركة الجمهور أو على الأقل، حقيقة أن «الزائر» يأخذ بعين الاعتبار التمثيل، ويغير المحتوى المعروض. الجانب التشاركي للفن الإعلامي الجديد، والذي أصبح بالنسبة لبعض الفنانين جزءاً لا يتجزأ من حدث ألان كابرو ظهر وأصبح مع الإنترنت، وهو مكون هام في الفن المعاصر.
الربط البيني والتفاعلية بين الإنترنت، مع القتال الحاصل بين مصالح الشركات والمصالح الحكومية والمصالح العامة التي أنجبت الويب اليوم، فتنحت وألهمت الكثير من الفن الحديث الحالي.
العديد من مشاريع الفن الإعلامي الجديدة تعمل مع مواضيع مثل السياسة والوعي الاجتماعي، مما يسمح للنشاط الاجتماعي من خلال الطبيعة التفاعلية لوسائل الإعلام. يتضمن فن الوسائط الجديد "استكشافات للشفرة وواجهة المستخدم؛ استجوابات الأرشيفات وقواعد البيانات والشبكات؛ الإنتاج من خلال عمليات الفرز الآلي والتصفية والاستنساخ والتقنيات المعاد تشكيلها؛ تطبيقات طبقات المحتوى التي ينشئها المستخدمون (UGC)؛ التعهيد الجماعي للأفكار على الشبكات الاجتماعية" منصات إعلامية؛ البث الإذاعي الرقمي على المواقع "المجانية" التي تدعي حقوق الطبع والنشر؛ والأداء الاستفزازي الذي يورط الجماهير كمشاركين ". 
أحد الموضوعات الرئيسية في فن الوسائط الجديد هو إنشاء طرق عرض مرئية لقواعد البيانات. الرواد في هذه المنطقة هم ليزا شتراوسفيلد، مارتن واتنبرغ وألبرتو فريجو. تمتلك جماليات قواعد البيانات على الأقل اثنين من عوامل الجذب لفنانين وسائل الإعلام الجديدة: رسميا، كتنوع جديد على الروايات غير الخطية. وسياسيا كوسيلة لتخريب ما أصبح سريعا شكلا من أشكال السيطرة والسلطة.
ظهور الطباعة ثلاثية الأبعاد أدى إلى إنشاء جسر جديد للفن الإعلامي الجديد، والانضمام إلى العالمين الافتراضي والفيزيائي. سمح ظهور هذه التكنولوجيا للفنانين بمزج القاعدة الحاسوبية للفن الإعلامي الجديد بالشكل المادي التقليدي للنحت. كان رائداً في هذا المجال هو الفنان جوني هورويتز الذي ابتكر أول منحوتة عنب معروفة باستخدام هذه التقنية.

## التعمير
التقنيات المستخدمة في تقديم أعمال فنية إعلامية جديدة مثل الأفلام والأشرطة ومتصفحات الويب والبرامج وأنظمة التشغيل أصبحت عتيقة، فإن فن الوسائط الجديدة يواجه تحديات ومشاكل خطيرة في كيفية الحفاظ على العمل الفني بعد وقت إنتاجه المعاصر. وفي الوقت الحالي، تجري مشاريع بحثية حول الحفاظ على الفن الحديث لتحسين الحفاظ على التراث الفني الهش وتوثيقه (انظر ل DOCAM - توثيق وحفظ تراث الفنون الإعلامية).
 توجد حاليًا طرق للحفظ، يتضمن ترجمة عمل من وسيط قديم إلى وسيط جديد ذي صلة ، والأرشفة الرقمية لوسائل الإعلام (انظر لقاعدة Art Rhise ، التي تحتوي على أكثر من 2000 عمل، وأرشيف الإنترنت)، واستخدام المحاكيات إلى الحفاظ على العمل يعتمد على البرامج القديمة أو بيئات أنظمة التشغيل. 
الفن الرقمي مثل الصور المتحركة والوسائط المتعددة والبرامج التفاعلية والفن الذي يتم إنشاؤه بواسطة الكمبيوتر، يتميز بخصائص مختلفة عن الأعمال الفنية المادية مثل اللوحات الزيتية والمنحوتات. عكس التقنيات التناظرية، يمكن إعادة وضع ملف رقمي على وسيط جديد دون أي تدهور للمحتوى. واحدة من المشاكل مع الحفاظ على الفن الرقمي هو أن الأشكال تتغير باستمرار مع مرور الوقت. وتشمل الأمثلة السابقة على التحولات ذلك من الأقراص المرنة 8 بوصة إلى الأقراص المرنة 5.25 بوصة، والقرصيات 3 بوصة إلى الأقراص المدمجة، وأقراص الفيديو الرقمية لمحركات أقراص فلاش. في الأفق هو تقادم محركات الأقراص المحمولة ومحركات الأقراص الصلبة المحمولة، حيث يتم الاحتفاظ بالبيانات بشكل متزايد في التخزين السحابي عبر الإنترنت. 
 المتاحف وصالات العرض تزدهربسبب قدرته على استيعاب والمحافظة على الأعمال الفنية المادية. الفن الإعلامي الجديد يتحدى الأساليب الأصلية لعالم الفن عندما يتعلق الأمر بالتوثيق، ونهجه في الجمع والحفظ. تستمر التكنولوجيا في التقدم، وستبقى طبيعة وهيكل مؤسسات ومؤسسات الفن في خطر. تتغير الأدوار التقليدية للقيم الفني والفنان باستمرار، وهناك حاجة إلى التحول إلى نماذج تعاونية جديدة للإنتاج والعرض.

## التعليم
في برامج الوسائط الجديدة، يستطيع الطلاب التعرف على أحدث أشكال الإبداع والتواصل. يتعلم الطلاب الجدد في وسائل الإعلام التعرف على ما هو جديد أو غير جديد في تقنيات معينة. سيقدم  العلم والسوق دائمًا أدوات ومنصات جديدة للفنانين والمصممين. يتعلم الطلاب كيفية فرز المنصات التكنولوجية الناشئة الجديدة ووضعها في سياق أكبر من الإحساس والاتصال والإنتاج والاستهلاك.
عند الحصول على درجة البكالوريوس في الإعلام الجديد، سيعمل الطلاب في المقام الأول من خلال ممارسة بناء الخبرات التي تستخدم التقنيات والسرد الجديدة والقديمة. من خلال بناء المشاريع في وسائل الإعلام المختلفة، يكتسبون المهارات التقنية ويمارسون مفردات من النقد والتحليل، ويكتسبون معرفة مسبقة بالسوابق التاريخية والمعاصرة.
في الولايات المتحدة، توجد العديد من برامج البكالوريوس والماجستيرالتي تركز على فن الإعلام، وسائل الإعلام الجديدة، تصميم الوسائط، الوسائط الرقمية والفنون التفاعلية.

## كبار منظري الفن والمؤرخين
كبار منظري الفن والمؤرخين في هذا المجال يتضمن Roy Ascott, Maurice Benayoun, Christine Buci-Glucksmann, Jack Burnham, Mario Costa, Edmond Couchot, Fred Forest, Oliver Grau, Margot Lovejoy, Dominique Moulon, Robert C. Morgan, Christiane Paul, Catherine Perret, Frank Popper, and Edward A. Shanken.